# آکادمی فناوری فضایی چین
آکادمی فناوری فضایی چین (CAST) (به چینی: 中国空间技术研究院؛ پین‌یین: Zhōngguó Kōngjiān Jìshù Yánjiūyuàn) و (انگلیسی: China Academy of Space Technology) یک آژانس فضایی چینی و زیر مجموعهٔ علوم هوافضا و فناوری چین «China Aeroporace Science and Technology» است. این آژانس در ۲۰ فوریه ۱۹۶۸ تأسیس شد و مرکز اصلی توسعه و تولید فضاپیما در چین است. در ۲۴ آوریل ۱۹۷۰، CAST اولین ماهواره مصنوعی چینی دونگ فانگ هنگ ۱ را با موفقیت به فضا پرتاب کرد.

## برنامه‌های پرواز فضایی
این آکادمی فناوری فضایی، طراحی و تولید ماهواره‌های دونگ فانگ هونگ را بر عهده دارد.